# Semaine de la PME BDC
La Semaine de la PME BDC (en anglais : BDC Small Business Week) est une célébration annuelle de l’entrepreneuriat canadien organisée par la Banque de développement du Canada (BDC). Elle a lieu chaque année pendant la troisième semaine complète d’octobre.
Pendant la Semaine de la PME BDC, des milliers d’entrepreneurs et de gens d’affaires participent à des centaines d’événements organisés à l’échelle du Canada, tels que des conférences, des ateliers, des déjeuners, des séances d’information, des foires commerciales ou des tables rondes.
Le but de ces activités est de souligner le rôle important que jouent les PME dans l’économie canadienne, de célébrer les réalisations des entrepreneurs à l’échelle locale, provinciale et nationale et d’encourager l’entrepreneuriat canadien.
La première édition de la Semaine de la PME a été organisée en 1979 à l’initiative de quelques centres d’affaires de BDC de la Colombie-Britannique qui avaient décidé d’organiser une semaine d’ateliers de gestion pour les PME. En 1981, la Semaine de la PME était adoptée par BDC à l'échelle nationale.
Chaque année, environ 10 000 gens d’affaires participent aux événements organisés pendant la semaine. La Semaine de la PME BDC est une marque de commerce de la Banque de développement du Canada.
En collaboration avec les chambres de commerce locales et d’autres organismes et entreprises, BDC organise des événements à l’intention des entrepreneurs et tient un calendrier national des activités sur le microsite de la Semaine de la PME BDC.

## Thèmes de la Semaine de la PME BDC
- 2017 : Préparez votre entreprise pour l’avenir: tirez parti des tendances technologiques et démographiques.
- 2016 : Mesurez votre potentiel. Batissez votre avenir.
- 2015 : Faites tomber les barriers. Osez la croissance.
- 2014 : Revenez à l'essentiel. Redynamiser votre entreprise.
- 2013 : Cap sur la réussite! Planifiez votre croissance.
- 2012 : Visez loin ! Bâtissez votre avenir[8].
- 2011 : Propulsez votre entreprise. Investissez. Innovez. Développez[9].